# István Joós
István Joós (* 27. März 1953 in Győr) ist ein ehemaliger ungarischer Kanute.

## Erfolge
István Joós trat bei den Olympischen Spielen 1980 in Moskau in zwei Wettbewerben an. Im Einer-Kajak erreichte er über 1000 Meter nach einem dritten Platz im Vorlauf zunächst das Halbfinale, schied in diesem aber als Fünfter aus. Im Zweier-Kajak startete er mit István Szabó ebenfalls auf der 1000-Meter-Distanz und zog nach zweiten Plätzen in den Vor- und Halbfinalläufen ins Finale ein. Dort mussten sie sich mit einer Rennzeit von 3:28,49 Minuten Uladsimir Parfjanowitsch und Sergei Tschuchrai aus der Sowjetunion geschlagen geben, womit die beiden die Silbermedaille gewannen. Dritte wurden die Spanier Luis Gregorio Ramos und Herminio Menéndez.
Bei Weltmeisterschaften gewann Joós auf der 10.000-Meter-Strecke drei Medaillen. Er wurde 1977 in Sofia im Vierer-Kajak und 1981 in Nottingham mit István Szabó im Zweier-Kajak Vizeweltmeister. 1978 in Belgrad belegte er im Einer-Kajak den dritten Platz.